# Леон Дюгі
Лео́н Дюґі́ (фр. Leon Duguit; 4 лютого 1859, Лібурн — 18 грудня 1928, Бордо) — французький вчений, теоретик права та держави, професор права в університеті в Бордо (1886).
На початку наукової діяльності — прибічник органічної школи, пізніше — один з творців так званого солідаризму, за яким сутність, функції та цілі права та держави ґрунтуються на принципі солідарності всіх членів суспільства. Дюґі висунув тезис про «соціалізацію» основних інститутів права та перш за все власності. Приватна капіталістична власність виступає у нього як «соціальна функція», що слугує суспільству в цілому. На основі цієї концепції Дюґі виробив низку юридично-практичних рекомендацій, які сприяли розвитку монополістичного капіталу та державно-монополістичних тенденцій.
Дюґі заперечував ідею невтручання держави в економічне життя, казав, перегукуючись з кейнсіанством, про перетворення держави в «організацію публічних служб». Як важливий засіб реалізації принципу солідаризму Дюґі висунув ідею синдикалізму, тобто професійно-корпоративного представництва в державній владі всіх прошарків населення. Попре те, сам Дюґі був прибічником демократії, багато з його положень (корпоративізм, заперечення суб'єктивних та інших прав) стали складовою частиною ідеології італійського та німецького фашизму. Цим значною мірою пояснюється падіння авторитету дюґізму після Другої світової війни 1939—1945, однак в цілому Дюґі значно вплинув на розвиток політичної та правової ідеології.